# Waterloo (Alabama)
Waterloo é uma cidade  localizada no estado americano de Alabama, no Condado de Lauderdale.

## Demografia
Segundo o censo americano de 2000, a sua população era de 208 habitantes.
Em 2006, foi estimada uma população de 208, um aumento de 0 (0.0%).

## Geografia
De acordo com o United States Census Bureau, a localidade tem uma área de 2,1 km², dos quais 2,0 km² cobertos por terra e 0,1 km² cobertos por água. Waterloo localiza-se a aproximadamente 215 m acima do nível do mar.

## Localidades na vizinhança
O diagrama seguinte representa as localidades num raio de 40 km ao redor de Waterloo.